# شکارچیان (فیلم ۲۰۱۱)
«شکارچیان» (انگلیسی: The Hunters (2011 film)) فیلمی در ژانر ترسناک و مهیج است که در سال ۲۰۱۱ منتشر شد. از بازیگران آن می‌توان به دیانا ایگران، استیون ودینگتون، تونی بکر، و ترنس ناکس اشاره کرد.